# Santa Sofia a Via Boccea
Santa Sofia a Via Boccea ist eine Basilica minor, Titel- und Nationalkirche in Rom.
Sie ist der Heiligen Weisheit (Sancta Sophia), einer der Gaben des Heiligen Geistes, geweiht. Sie war die Hauptkirche der ukrainischen griechisch-katholischen Kirche während der Zeit, in der die Sankt-Georgs-Kathedrale in Lemberg von der Russisch-Orthodoxen Kirche besetzt war. Als eine von drei Nationalkirchen der Ukrainer ist sie Treffpunkt und religiöses Zentrum in Rom. 
Die Kirche wurde im Jahr 1967 und 1968 im Auftrag von Jossyf Kardinal Slipyj erbaut, dem Erzbischof von Lemberg und Großerzbischof der ukrainischen griechisch-katholischen Kirche. Sie ist der Sophienkathedrale in Kiew nachempfunden und in ihr werden Reliquien vom heiligen Papst Clemens I. aufbewahrt. Die Göttliche Liturgie wird im byzantinischen Ritus zelebriert. Sie hat eine von Juvenalij Josyf Mokryckyj gemalte Ikonostase.
Im Jahr 1985 wurde sie von Papst Johannes Paul II. zur Titelkirche und 1998 zur Basilica minor erhoben.

## Kardinalpriester
- Myroslaw Ljubatschiwskyj, Erzbischof von Lemberg, 25. Mai 1985 bis 14. Dezember 2000
- Ljubomyr Husar, Großerzbischof von Lemberg, 26. Januar 2001 bis 31. Mai 2017[1]
- Mykola Byczok CSsR, Bischof der Eparchie Sankt Peter und Paul in Melbourne, seit 7. Dezember 2024

Koordinaten: 41° 54′ 42,2″ N, 12° 23′ 50,8″ O